# Joseph Heinrich Friedlieb
Joseph Heinrich Friedlieb (* 1. September 1810 in Meisenheim; † 17. März 1900 in Breslau) war ein deutscher römisch-katholischer Theologe.

## Leben
Er studierte in Trier ab 1832. Nach der Priesterweihe 1837 studierte er in Bonn, wo er sich im März 1840 für alt- und neutestamentliche Exegese habilitierte. 1845 wurde er zum außerordentlichen Professor für Moraltheologie in Breslau berufen und 1847 ordentlicher Professor für Moraltheologie. Er wechselte 1850 auf den Lehrstuhl für neutestamentliche Exegese über, den er bis 1895 innehatte.

## Schriften (Auswahl)
- De poenarum vi atque virtute. Breslau 1848, OCLC 78421973.
- Die Sibyllinischen Weissagungen. Vollständig gesammelt, nach neuer Handschriften-Vergleichung, mit kritischem Commentare und metrischer deutscher Übersetzung. Leipzig 1852.
- Schrift, Tradition und kirchliche Schriftauslegung oder die katholische Lehre von den Quellen der christlichen Heilswahrheit an den Zeugnissen der fünf ersten christlichen Jahrhunderte geprüft. Breslau 1854.
- Das Leben Jesu Christi des Erlösers. Mit neuen historischen und chronologischen Untersuchungen. Münster 1887.